# Gelatina de pata
Gelatina de pata es reconocida en casi toda Hispanoamérica como un producto tradicional y típico. Este dulce o manjar se fabrica de manera natural con la gelatina que queda después de la cocción prolongada de la pata de res. A este caldo lleno de colágeno en Colombia y países adyacentes se le adicionan panela, leche, canela y vainilla, se bate vigorosamente y se deja cuajar. Actualmente es frecuente en Colombia así como también en Venezuela y en el Oriente de Bolivia (Departamentos de Pando, Beni y Santa Cruz).

## Producción
La gelatina de pata es un producto natural de sabor dulce, de textura y consistencia esponjosa. Se obtiene de forma natural dejando hervir la pata de la res hasta que se disuelve el colágeno, seguidamente se adiciona la panela. "La gelatina negra se moldea" y se empaca; mientras que "la gelatina blanca" se mezcla (Artesanalmente a esta mezcla se le conoce como "batido") hasta que llegue al punto evidenciando por el cambio de color , se espolvorea con fécula de maíz, se enrolla cuidadosamente, luego se moldea para ser cortada, finalmente se empaca para ser comercializada y digerida.

## Historia
El origen de la gelatina de pata en Colombia proviene a partir de los años 30 en el municipio de Andalucía, Valle del Cauca, un número representativo de esta población se dedica a la fabricación de este delicioso manjar. Gracias a esta actividad empresarial Andalucía, Valle del Cauca se ha ganado el apelativo de "tierra dulce" o de "la capital de la gelatina". 
Desde sus inicios la gelatina ha tenido algunas variantes como la adición de azúcar en vez de panela para prolongar su vida útil o la adición de colorantes y esencias de frutas con la finalidad de hacerla más atractiva para sus compradores.
La Norma Técnica Colombiana 1629 define la Gelatina de Pata como el producto purificado obtenido por la extracción parcial de colágeno, obtenido en las pieles, tejido conjuntivo y huesos de animales sanos. Señala que la gelatina de pata debe cumplir con especificaciones químicas, físicas y microbiológicas adecuadas, y ser inocua para el consumo humano. Dentro de sus valores nutritivos, se puede mencionar que su elaboración e ingredientes son naturales y tiene buen contenido de calcio y vitaminas, además de ser un producto de fácil digestión.